# Loubédat
Loubédat é uma comuna francesa na região administrativa de Occitânia, no departamento de Gers. Estende-se por uma área de 9,46 km². Em 2010 a comuna tinha 107 habitantes (densidade: 11,3 hab./km²).